# Shaun Cassidy
Shaun Paul Cassidy (ur. 27 września 1958 w Los Angeles) – amerykański piosenkarz, producent telewizyjny, aktor, reżyser i scenarzysta, w latach 70. jako idol nastolatek występował w roli Joego Hardy w serialu ABC The Hardy Boys Mysteries (1977–79) i jako Dave Stoller w serialu ABC Uciekać (Breaking Away, 1980–81), a także był wykonawcą piosenek „Da Doo Ron Ron” i „That's Rock 'n' Roll”, które stały się hitami na listach przebojów. Odbył także kilka tras koncertowych. W latach 80., występował w musicalu Blood Brothers Willy’ego Russella na Broadwayu oraz na londyńskim West End. Od połowy lat 90., Cassidy pracował wyłącznie jako producent telewizyjny i scenarzysta. Stworzył kilka seriali, w tym American Gothic (1995), Prawo miecza (1997) z Heathem Ledgerem w jego pierwszej roli i Inwazja (2005–06).  
Jego przyrodni brat David Cassidy został wokalistą.

## Wczesne lata
Urodził się w Los Angeles w Kalifornii jako najstarszy syn aktorki i piosenkarki Shirley Jones (ur. 1934), laureatki Oscara za rolę drugoplanową w filmie Elmer Gantry, i aktora scenicznego Jacka Cassidy (1927–1976), laureata nagrody Tony. Dorastał w Nowym Jorku i Los Angeles z dwoma młodszymi braćmi – Patrickiem (ur. 4 stycznia 1962) i Ryanem Johnem (ur. 23 lutego 1966). W 1975 jego rodzice rozwiedli się. Dwa lata później (1977) jego matka wyszła za mąż za aktora Marty’ego Ingelsa. W 1976 ukończył Beverly Hills High School.

## Kariera
Zadebiutował na dużym ekranie w dramacie Narodzony z wody (Born of Water, 1976) u boku Jerry’ego Hardina. Podpisał potem kontrakt z Warner Brothers. Swoją karierę muzyczną zapoczątkował wydaniem płyty Shaun Cassidy (1977), nagranej w Europie i Australii. Jego dwa kolejne albumy Born Late (1977) i Under Wraps (1978) odniosły spory sukces, a singiel „Da Doo Ron Ron” (1977) był nominowany do nagrody Grammy. Na koncertach w nowojorskim Madison Square Garden i Forum w Los Angeles pojawiły się liczne tłumy, a w 1980 w Houston Astrodome – przybyło 55 tys. ludzi.
Popularność przyniosła mu także główna rola nastoletniego detektywa amatora Joego Hardy w serialu ABC Hardy Boys (The Hardy Boys/Nancy Drew Mysteries, 1977–79) z Parkerem Stevensonem i Pamelą Sue Martin. Po występie jako młody kolarz Dave w komedii Petera Yatesa Uciekać (Breaking Away, 1979) z udziałem Dennisa Quaida, Daniela Sterna i Jackie Earle Haley, sławę zdobył jako Dave Stoller w serialu ABC Uciekać (Breaking Away, 1980–81) Petera Yatesa. W 1980 zdobył nominację do Nagrody Młodego Artysty dla najlepszego nieletniego aktora w serialu telewizyjnym lub specjalnym za rolę Rogera Meyersa w dramacie telewizyjnym ABC Jak normalni ludzie (Like Normal People, 1979).
Od 25 sierpnia 1993 do 30 sierpnia 1995 na Broadwayu grał postać Eddiego w musicalu Blood Brothers Willy’ego Russella. Występował także na londyńskim West End w sztuce Mass Appeal (1981) Billa C. Davisa u boku Milo O’Shei i Przystanku autobusowym (1990) Williama Inge z Jerry Hall.

## Życie prywatne
1 grudnia 1979 ożenił się z Ann Pennington, z którą miał dwoje dzieci: córkę Caitlin Ann (ur. 25 listopada 1981) i syna Johna (ur. 27 lutego 1985). 4 lipca 1993 doszło do rozwodu. 7 maja 1995 poślubił Susan Diol, z którą ma córkę Juliet Jones (ur. 19 marca 1998). 1 marca 2003 rozwiedli się. 28 sierpnia 2004 zawarł swój trzeci związek małżeński z Tracey Lynne Turner. Mają czwórkę dzieci: dwóch synów – Caleba (ur. 3 marca 2005) i Roan Howard (ur. 23 września 2006) oraz dwie córki – Lilę Tracey (ur. w grudniu 2008) i Mairin (ur. w czerwcu 2011).

## Dyskografia

### Albumy solowe
- 1977: Shaun Cassidy
- 1977: Born Late
- 1978: Under Wraps
- 1979: Room Service
- 1979: That's Rock 'N' Roll Live
- 1980: Wasp
- 1993: Greatest Hits

### Ścieżki dźwiękowe
- 1976: Dawn: Portrait of a Teenage Runaway (TV)

### Albumy z Broadwayu
- 1995: Blood Brothers

### Single
| Rok  | Tytuł                     | US Billboard | US Cash Box | Kanada | Wielka Brytania |
| ---- | ------------------------- | ------------ | ----------- | ------ | --------------- |
| 1977 | "Da Doo Ron Ron"          | 1            | 1           | 1      |                 |
| 1977 | "That's Rock 'n' Roll"    | 3            | 4           | 1      |                 |
| 1977 | "Hey Deanie"              | 7            | 21          | 23     |                 |
| 1978 | "Do You Believe in Magic" | 31           | 37          | 39     |                 |
| 1978 | "Our Night"               | 80           |             |        |                 |
| 1989 | "Memory Girl" (*)         | –            | –           | –      | –               |

(*) Niemieckie wydanie

## Filmografia

### Filmy
- 1976: Narodzony z wody (Born of Water) jako Christopher Wentworth Hewlitt
- 1979: Uciekać (Breaking Away) jako młody Dave
- 1979: Like Normal People (TV) jako Roger Meyers
- 1988: Był sobie pociąg (Once Upon a Texas Train) jako Cotton
- 1988: Korzenie: Dar (Roots: The Gift) jako Edmund Parker Jr.

### Seriale
- 1977–79: The Hardy Boys/Nancy Drew Mysteries (nominowany do TV Land Award) jako Joe Hardy
- 1980–81: Odskok (Breaking Away) jako Dave Stoller
- 1985: Breakfast With Les & Bess
- 1987: Szpital miejski (General Hospital) jako Dusty Walker
- 1987: Napisała: Morderstwo (Murder She Wrote) odc.: „Morderstwo w tonacji molowej” („Murder in a Minor Key”) jako Chad Singer
- 1988: Matlock odc.: „The Investigation” jako Craig Gentry
- 1988: Alfred Hitchcock przedstawia (Alfred Hitchcock Presents) jako Dale Thurston

### Scenariusz
- 1991: Strays
- 1994: Midnight Run for Your Life
- 1995: American Gothic (2 odcinki)
- 1997: Prawo miecza (Roar, 3 odcinki)
- 1997: Players
- 1998: Hollyweird
- 2000: Tajne przez poufne (Cover Me: Based on the True Life of an FBI Family, odc.: „Just Act Normal”)
- 2001: Tajne akcje CIA (The Agency, 3 odcinki)
- 2003: Dowody zbrodni (Cold Case)
- 2004: The Mountain (2 odcinki)
- 2005–06: Inwazja (Invasion; 16 odcinków)
- 2008: Inseparable
- 2009: Ruby & The Rockits (10 odcinków)
- 2011: Blue Bloods (odcinek: „Thanksgiving”)
- 2012: The Frontier
- 2017: Emerald City (2 odcinki)
- 2018–23: New Amsterdam (8 odcinków)

### Producent
- 1995: American Gothic (3 odcinki)
- 1997: Prawo miecza (Roar, 3 odcinki)
- 1998: Hollyweird
- 2000–01: Tajne przez poufne (Cover Me: Based on the True Life of an FBI Family)
- 2001–03: Tajne akcje CIA (The Agency, 4 odcinki)
- 2003: Cold Case (3 odcinki)
- 2004–05: The Mountain (3 odcinki)
- 2005–06: Inwazja (Invasion)
- 2008: Inseparable
- 2009: Ruby & The Rockits (3 odcinki)
- 2011: Zaprzysiężeni (Blue Bloods, producent pomocniczy; 6 odcinków)
- 2012: The Frontier
- 2017: Emerald City (producent wykonawczy)
- 2018–23: New Amsterdam (producent wykonawczy)

### Reżyser
- 2000: Tajne przez poufne (Cover Me: Based on the True Life of an FBI Family)